# Grupo Super Heróis
Super Heróis, foi um grupo vocal de Disco Music formado inicialmente por um sexteto juvenil em abril de 1979 na cidade de São Paulo pelo selo da gravadora RCA Victor.

## Biografia
O idealizador do conjunto Super Heróis foi o produtor João Walter Plinta da gravadora RCA, surgiu no Ano Internacional da Criança em 1979 e para homenageá-las foi criado um grupo musical dançante com os personagens das histórias em quadrinhos,  assim surgiu o grupo Super Heróis.

#### Formação
Formado originalmente por: José Franco Bueno ( Bêne) " Superman ", Ricardo Scheir " Batman ", Noel Carvalho " Robin ", Claudio Rivera " Homem-Aranha ", Francisco Assis " Kung Fu " e finalmente Gilson Dias como " Thor ".  Seu primeiro disco, em 1979, foi um compacto simples com as músicas: Lado A-Somos Todos Super Amigos ( João W. Plinta/W. Benatti/Chris ) e lado B-Preserve o que é  de Todos ( João W. Plinta/Cesar Rossini ), produzido por Plinta e arranjos do maestro Hélio Santisteban, esse disco foi um grande sucesso entre o público infantil e atingiu a vendagem de 150 mil cópias em poucos meses.
O único cantor profissional era o Bêne ( Superman ),  ex-integrante do conjunto musical Os Moscas da década de 60,  os outros integrantes do grupo Super Heróis eram responsáveis pelos backing vocals e as coreografias. No final de 1979 houve a contratação da Vera Lúcia Egídio como a " Mulher-Maravilha " e sai Francisco Assis,  entra Lincoln Idelfonso como " Kung Fu ". Nesse mesmo ano os Super Heróis lançam o seu segundo disco, um compacto duplo com as músicas: A1- Dance Comigo " Dance With You " ( K. Gardner/Cleide Dalto ), A2- Somos Todos Super Amigos, B1- Eu Também Vou - ( À Festa dos Super Heróis ) " Gotta go Home " ( Huth-Farian/Huth-Jay/Cleide Dalto ) e B2- Preserve o que é de Todos. Eles fizeram  sucesso nas décadas de 70 e 80, participaram de várias matérias em revistas e jornais da época.

#### Programas e Shows
O grupo viveu o seu auge apresentando-se em programas de televisão no Brasil e Europa, como: Cassino do Chacrinha e Os Trapalhões na Rede Globo, Qual é a Música?, Almoço com as Estrelas, Clube dos Artístas, Raul Gil, Bozo e Carlos Imperial na TV Tupi/ SBT, Bolinha, Pulman Junior, Japan Pop Show, Chacrinha, Dárcio Campos e As Mais Mais na TV Bandeirantes, Clarice Amaral, Carlos Aguiar e Mulheres da TV Gazeta, Bambalalão da TV. Cultura, Dercy Gonçalves na TV Record, Já Cá Canta e Bom Dia Portugal na RTP - Rádio e Televisão de Portugal. Fizeram também centenas de shows, até em estádios lotados como no Pacaembú em São Paulo, Maracanã no Rio de Janeiro e no ginásio do Sporting em Lisboa, Portugal.
Abril de 1982 foi gravado o terceiro disco dos Super Heróis,  um compacto simples  com as músicas: Lado A- Viemos de Longe ( Arthur Moreira/Sebastião Ferreira da Silva ) e lado B- Bem-Vindos à Terra (João W. Plinta/Cesar Rossini ).

## Fim do Grupo Super Heróis
Em agosto de 1982 iniciaram as gravações do primeiro e único LP dos Super Heróis, mas antes de seu lançamento em 1983, o produtor João Walter Plinta e a gravadora RCA foram obrigados a mudar todas as fantasias e personagens do grupo devido a problemas de Royalties junto a Marvel Comics, porém as músicas já gravadas no LP continuaram as mesmas e o grupo passou a ser chamado de: Os Novos Heróis e desde então não obteve o sucesso esperado, um indício do fim do grupo, o que se concretizou pouco tempo depois.

## Discografia
1. 1979 - Compacto Simples          " Somos Todos Super Amigos "
2. 1979 - Compacto Duplo             " Dance Comigo "
3. 1982 - Compacto Simples          " Viemos de Longe "
4. 1983 - LP                                    " Os Novos Heróis " ( Nova Formação )

Após o término do grupo Super Heróis, o vocalista José Franco Bueno ( Bêne ) mudou-se para os EUA em 1987,  para tentar a carreira solo.
Faleceu no dia 10 de dezembro de 2002, aos 57 anos de idade.